# Deutsche Gesellschaft für Zytologie
Die Deutsche Gesellschaft für Zytologie (DGZ) ist eine wissenschaftliche Fachgesellschaft, deren Anliegen die Anwendung der Zytologie als Verfahren der Vorsorge und Früherkennung sowie der Nachsorge von Erkrankungen ist. Die DGZ ist Mitglied der Arbeitsgemeinschaft der Wissenschaftlichen Medizinischen Fachgesellschaften (AWMF).

## Ziele und Aufgaben
Die Vereinssatzung der DGZ nennt Ziele folgende Aufgaben des Vereins:
- Förderung der Aus- und Weiterbildung auf dem Gebiet der Zytodiagnostik;
- Förderung der Forschung der Zytologie;
- Veranstaltung wissenschaftlicher Tagungen, Seminare und Fortbildungskurse;
- Zusammenarbeit mit anderen nationalen und internationalen Gesellschaften;
- fachliche Beratung in wissenschaftlichen Fragen.

## Veranstaltungen
Die DGZ verweist auf ihrer Website auf eigene wissenschaftliche sowie Fort- und Weiterbildungs-Veranstaltungen, aber auch auf Angebote Dritter.

## Veröffentlichungen
Die Gesellschaft veröffentlicht Stellungnahmen zu Vorgehensweisen, Maßnahmen und Standards in ihrem Fachgebiet.

## Medizinische Leitlinien
Die Gesellschaft beteiligt sich an der Entwicklung von medizinischen Leitlinien, die im Rahmen des AWMF-Leitlinienprogramms veröffentlicht werden.

## Ehrungen
Die Gesellschaft ernennt Ehrenmitglieder und ehrt hervorragende Aktivitäten auf ihrem Fachgebiet durch Vergabe eines Forschungspreises.

## Geschichte
Die DGZ wurde 1960 gegründet, seit 1996 ist sie Mitglied der AWMF.